# Банжул-Юндум (аэропорт)
Аэропорт Юндум — международный аэропорт столицы Гамбии. Аэропорт расположен примерно в 24 километрах к югу от столицы Банжул в районе западного побережья вблизи города Комбо. Аэропорт занимает площадь в 1327 га. Длина его взлётно-посадочной полосы (ВПП), отвечающей самым высоким требованиям, — 3600 метров (третья по длине в Африке), так что Юндум способен принимать самолёты любого веса.
Здание аэропорта построено по проекту известного сенегальского архитектора Пьера Гоудиаби Атепа.
Аэропорт был построен в 1977 году. В 1981 году, при попытке государственного переворота, здесь шёл ожесточённый бой между сенегальскими войсками и мятежниками.
В 1987 году, как кандидат для создания запасного аэродрома для многоразовых кораблей типа шаттл, был отобран НАСА, и в сентябре 1987 американцы достигли договоренности с гамбийской стороной об использовании в этих целях аэродрома Юндум. ВПП была усовершенствована (в частности, её ширину увеличили с 29 до 45 метров; также американцы установили необходимые радиоэлектронные системы управления и навигации).
В 1996 году было введено в эксплуатацию здание аэропорта, построенное по совместному англо-гамбийскому проекту.
Аэропорт обслуживает следующие авиалинии: Air Europa, Arik Air, Air Nigeria, Brussels Airlines, Fly 6ix, Monarch Airlines, Royal Air Maroc, Royal Flight, Senegal Airlines.
В 2004 году аэропорт обслужил 967'719 пассажиров.

## Авиакомпании и направления
| Airlines                | Destinations                                                                         |
| ----------------------- | ------------------------------------------------------------------------------------ |
| Air Peace               | Дакар, Фритаун, Лагос                                                                |
| Air Senegal             | Dakar–Diass (с 20 ноября 2018)                                                       |
| Arik Air                | Аккра, Лагос                                                                         |
| ASKY Airlines           | Аккра, Фритаун, Ломе                                                                 |
| Binter Canarias         | Гран-Канария                                                                         |
| Brussels Airlines       | Брюссель, Dakar–Diass                                                                |
| Corendon Dutch Airlines | Сезонные: Амстердам, Маастрихт/Ахен                                                  |
| Fly Mid Africa          | Аккра, Dakar-Diass, Лагос                                                            |
| Guinea Airlines         | Конакри, Dakar–Diass (оба с 1 декабря 2018)                                          |
| Royal Air Maroc         | Касабланка                                                                           |
| Royal Flight            | Сезонный чартер: Москва                                                              |
| TAP Air Portugal        | Лиссабон (с 15 июня 2019)                                                            |
| Transavia               | Сезонный чартер: Амстердам                                                           |
| TUI fly Belgium         | Сезонный: Брюссель                                                                   |
| TUI fly Netherlands     | Амстердам                                                                            |
| Turkish Airlines        | Стамбул (с 26 ноября 2018 до 31 декабря 2018), Istanbul–Havalimanı (с 1 января 2019) |
| Vueling                 | Барселона                                                                            |